# .fm
.fm는 미크로네시아 연방의 인터넷 국가 코드 최상위 도메인이다.
.com.fm, .net.fm, .org.fm 등과 같은 예약된 이름을 제외하고 전 세계 누구나 유료로 .fm 도메인을 등록할 수 있으며, 그 수익의 대부분은 정부와 국민에게 돌아간다. 섬. 도메인 이름은 FM 라디오 방송국 및 스트리밍 오디오 웹사이트에서 널리 사용되며 경제적으로 가치가 있다(다른 유사한 ccTLD로는 .am, .tv, .cd, .dj 및 .mu가 있습니다). 주목할만한 예는 소셜 음악 웹사이트인 Last.fm이다.
2018년 3월 29일부터 .fm에서 이모티콘 도메인 등록을 허용하기 시작했다.

## 같이 보기
- .us